# Antonio Corradi

Stemma primitivo della famiglia Corradi-Gonzaga sino al 1328

Antonio Corradi (o Corradi da Gonzaga) (Gonzaga?, XIII secolo – Mantova, 1283) è stato un politico italiano.

## Biografia
Figlio di Guidone Corradi ricco proprietario terriero, era originario presumibilmente della cittadina di Gonzaga. Apparteneva alla famiglia Corradi-Gonzaga che diede origine ai Gonzaga, signori di Mantova dal 1328 al 1708.
Ricoprì nel 1259 la carica di magistrato degli "Anziani del Popolo" di Mantova. Venne espulso dalla città per opera dei Casalodi nel 1271, ma rientrò in città l'anno seguente, appoggiando i Bonacolsi nella cacciata dei Casalodi. Grazie a questo servizio, Antonio aumentò prestigio e ricchezze ricevendo molte terre confiscate alla fazione avversa in Bondeno di Roncore e in Bondeno di Gonzaga.
Stipulò con Pinamonte Bonacolsi la pace con Verona nel 1259.

## Discendenza
Antonio Corradi sposò Richilde Pedroni, figlia di Ugo di Gonzaga, che portò in dote ricchissimi possedimenti terrieri ed i seguenti cinque figli:
- Bonaventura, podestà di Marmirolo nel 1302[1]
- Giulio
- Guido (Corrado) (?-1318), fu padre di Luigi, primo capitano del popolo  di Mantova e fondatore della dinastia dei Gonzaga
- Bartolomeo
- Federico, canonico e delegato pontificio
- Alberto (1260-1321), vescovo di Ivrea[2]

## Genealogia essenziale
|                                |  |
| Filippo Corradi XII secolo     |  |
|                                |  |
|                                |  |
| Abramino Corradi 1165?-1210    |  |
|                                |  |
|                                |  |
| Guidone Corradi ?-1271/1272    |  |
|                                |  |
|                                |  |
| Antonio Corradi ?-1283         |  |
|                                |  |
|                                |  |
| Guido (Corrado) Corradi ?-1318 |  |
|                                |  |
|                                |  |
| Luigi I Gonzaga 1268-1360      |  |
|                                |  |
|                                |  |
| CASA GONZAGA                   |  |

## Ascendenza
|                 |   |   | Genitori |  |  | Nonni            |  |  | Bisnonni        |  |
|                 |   |   |          |  |  | Abramino Corradi |  |  | Filippo Corradi |  |
|                 |   |   |          |  |  | Abramino Corradi |  |  | Filippo Corradi |  |
|                 |   | … |          |  |  | Abramino Corradi |  |  |                 |  |
| Guidone Corradi |   |   |          |  |  | Abramino Corradi |  |  |                 |  |
|                 |   | … | …        |  |  |                  |  |  |                 |  |
|                 |   | … | …        |  |  |                  |  |  |                 |  |
|                 |   | … | …        |  |  |                  |  |  |                 |  |
| Antonio Corradi |   | … |          |  |  |                  |  |  |                 |  |
|                 | … | … |          |  |  |                  |  |  |                 |  |
|                 | … | … |          |  |  |                  |  |  |                 |  |
|                 | … | … |          |  |  |                  |  |  |                 |  |
| …               | … |   |          |  |  |                  |  |  |                 |  |
|                 |   | … | …        |  |  |                  |  |  |                 |  |
|                 |   | … | …        |  |  |                  |  |  |                 |  |
|                 |   | … | …        |  |  |                  |  |  |                 |  |
|                 |   | … |          |  |  |                  |  |  |                 |  |